# Сабирзянов, Анас Галимзянович
Анас Галимзянович Сабирзянов (22 июля 1934, д. Теньки, ТАССР — 8 апреля 2018, Нефтекамск, Башкортостан) — энергетик, Лауреат Государственной премии СССР (1979).

## Биографии
Анас Галимзянович Сабирзянов родился 22 июля 1934 года в д. Теньки ТАССР.
Пошел работать после окончания школы в 1950 году. В 1972—1975 годах работал в ГДР, где участвовал во внедрении нейтрально-кислородного водно-химического режима работы котлов, способа сжигания сернистого мазута с малыми избытками воздуха и др.
В 1967—1972, 1975—1989 годах работал машинистом энергоблока, старшим машинистом Кармановской ГРЭС в БАССР.
В 1991—2006 годах работал слесарем Нефтекамского центра развития творчества детей и юношества.
Избирался Депутатом Верховного Совета БАССР 10 и 11 созывов.

## Награды и звания
- Государственная премия СССР (1979);
- Отличник энергетики и электрификации СССР (1971);
- Почётный энергетик СССР (1986).
- Иностранный орден.